# ریکاردو دالیسی
ریکاردو دالیسی (زاده ۱ مه ۱۹۳۱ – درگذشته ۹ آوریل ۲۰۲۲) معمار، طراح و هنرمند ایتالیایی بود.  